# Rhododendron latoucheae
Rhododendron latoucheae är en ljungväxtart som beskrevs av Adrien René Franchet. Rhododendron latoucheae ingår i släktet rododendron, och familjen ljungväxter. Utöver nominatformen finns också underarten R. l. amamiense.

## Bildgalleri

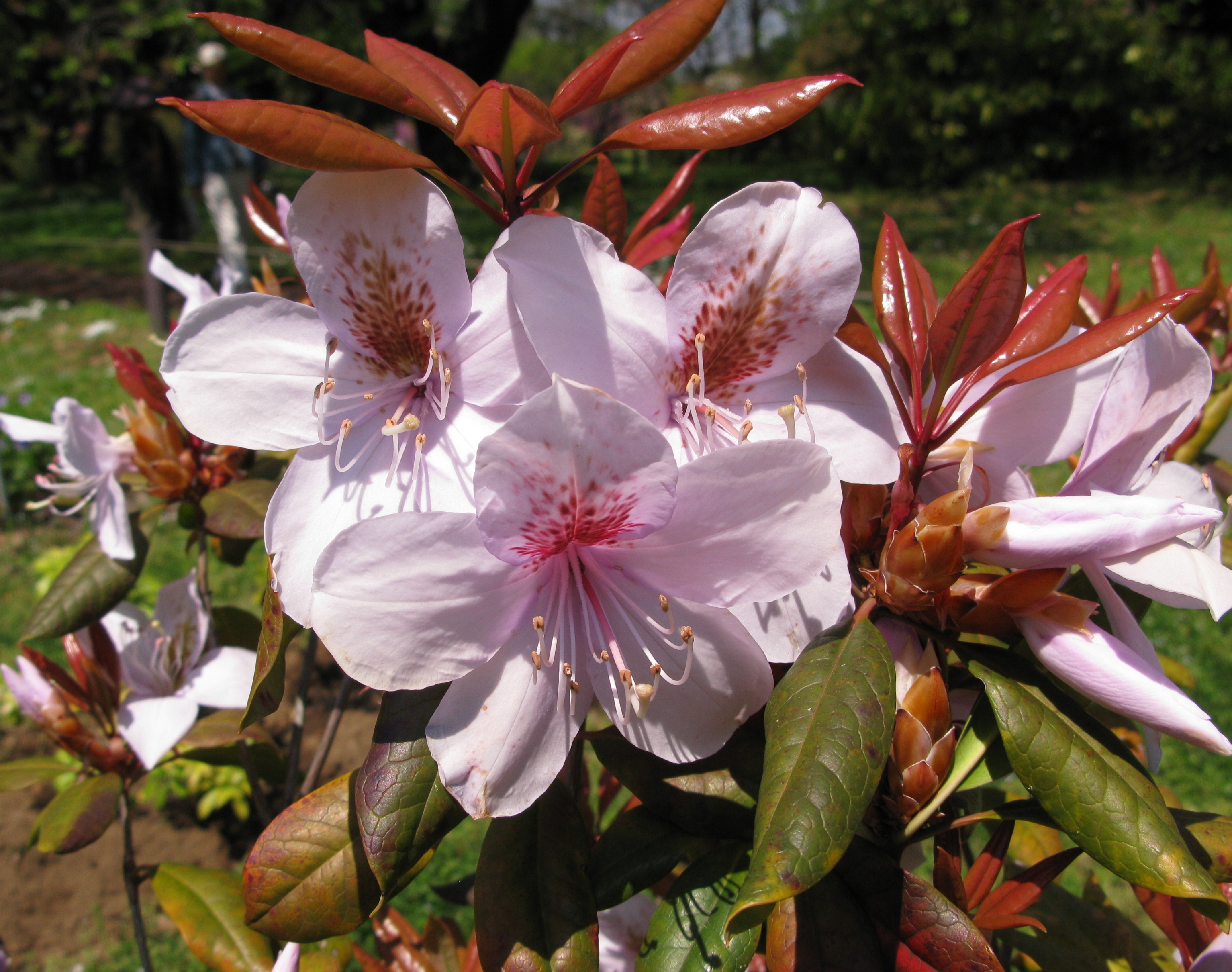
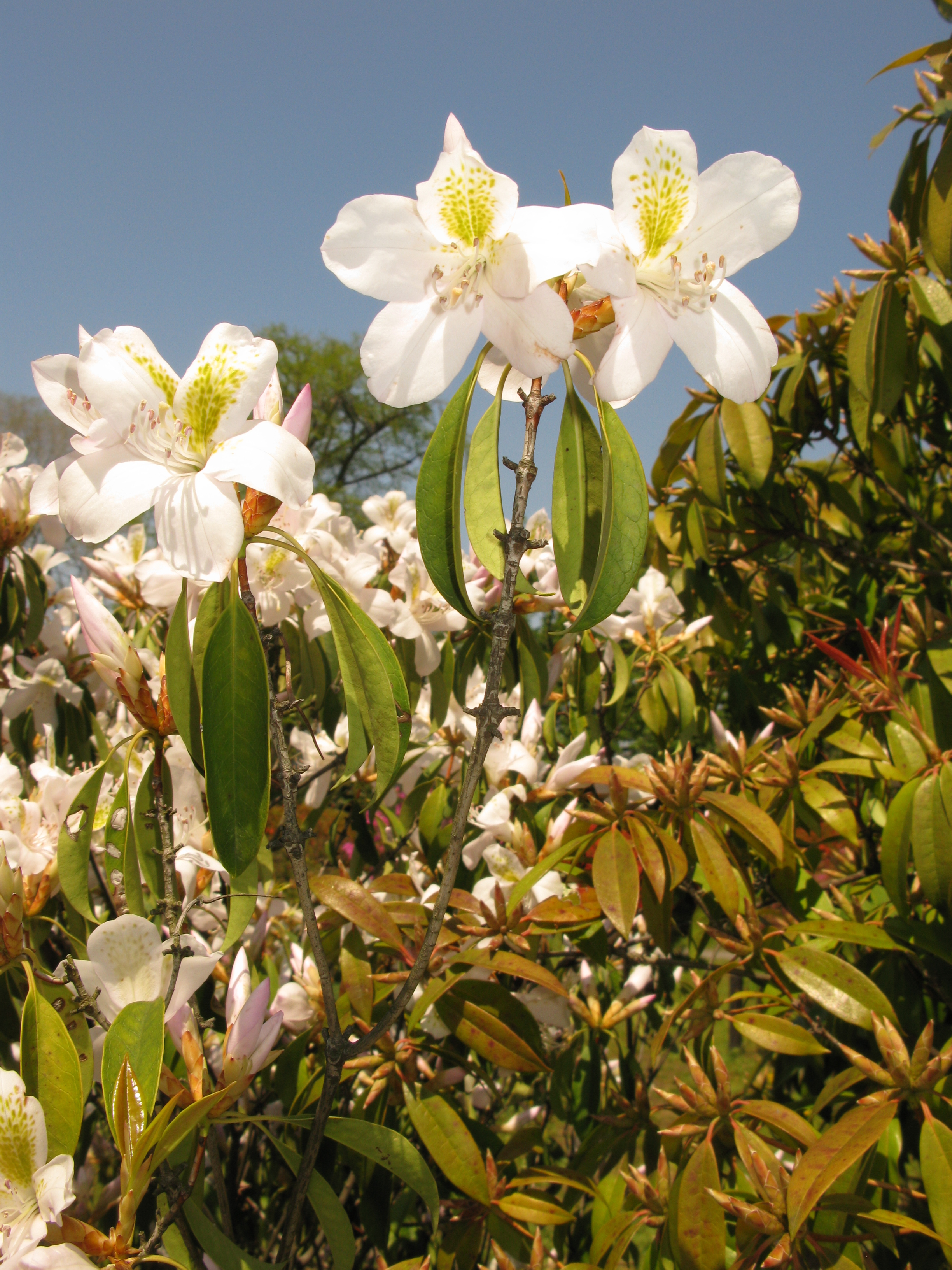
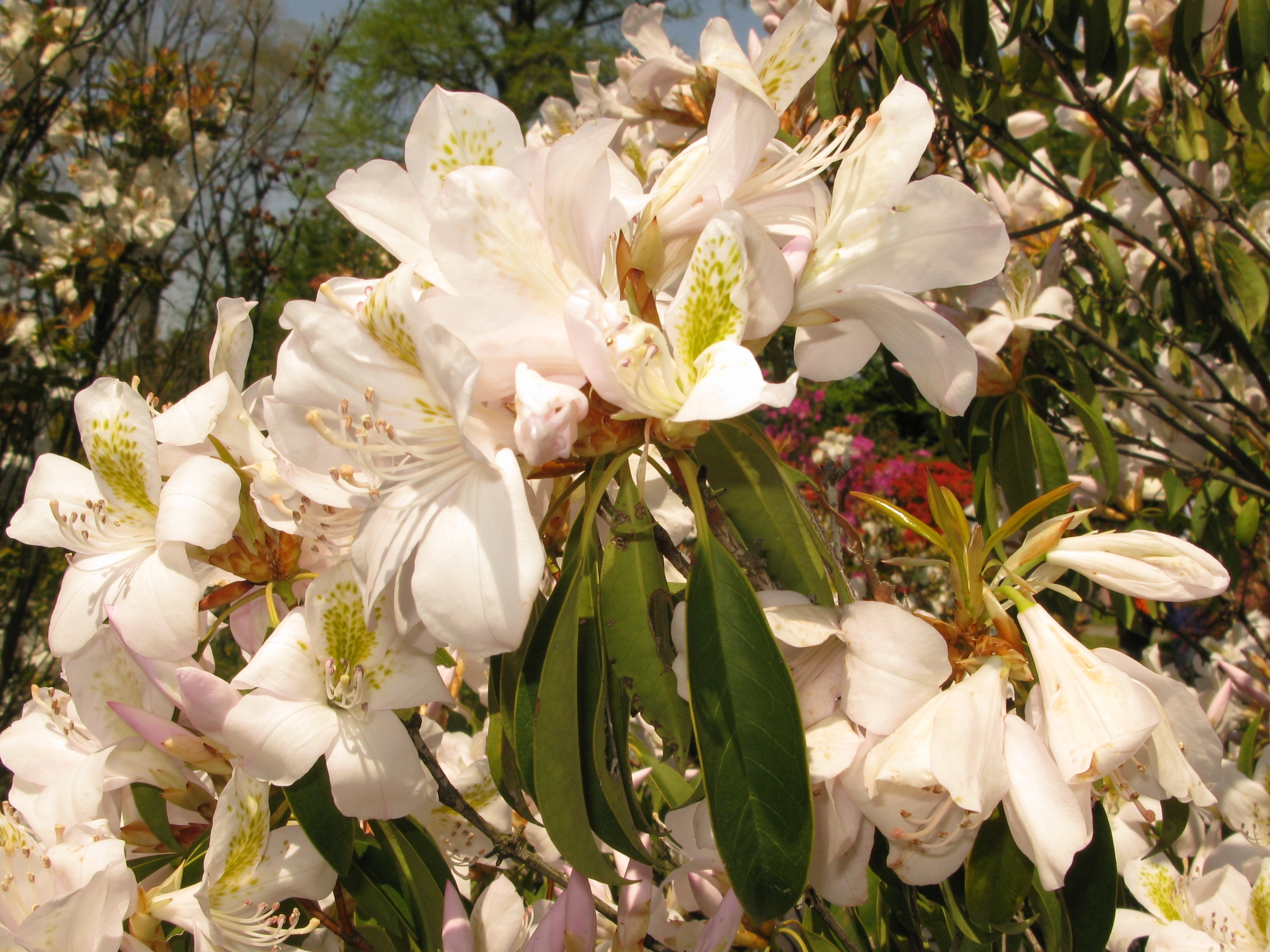
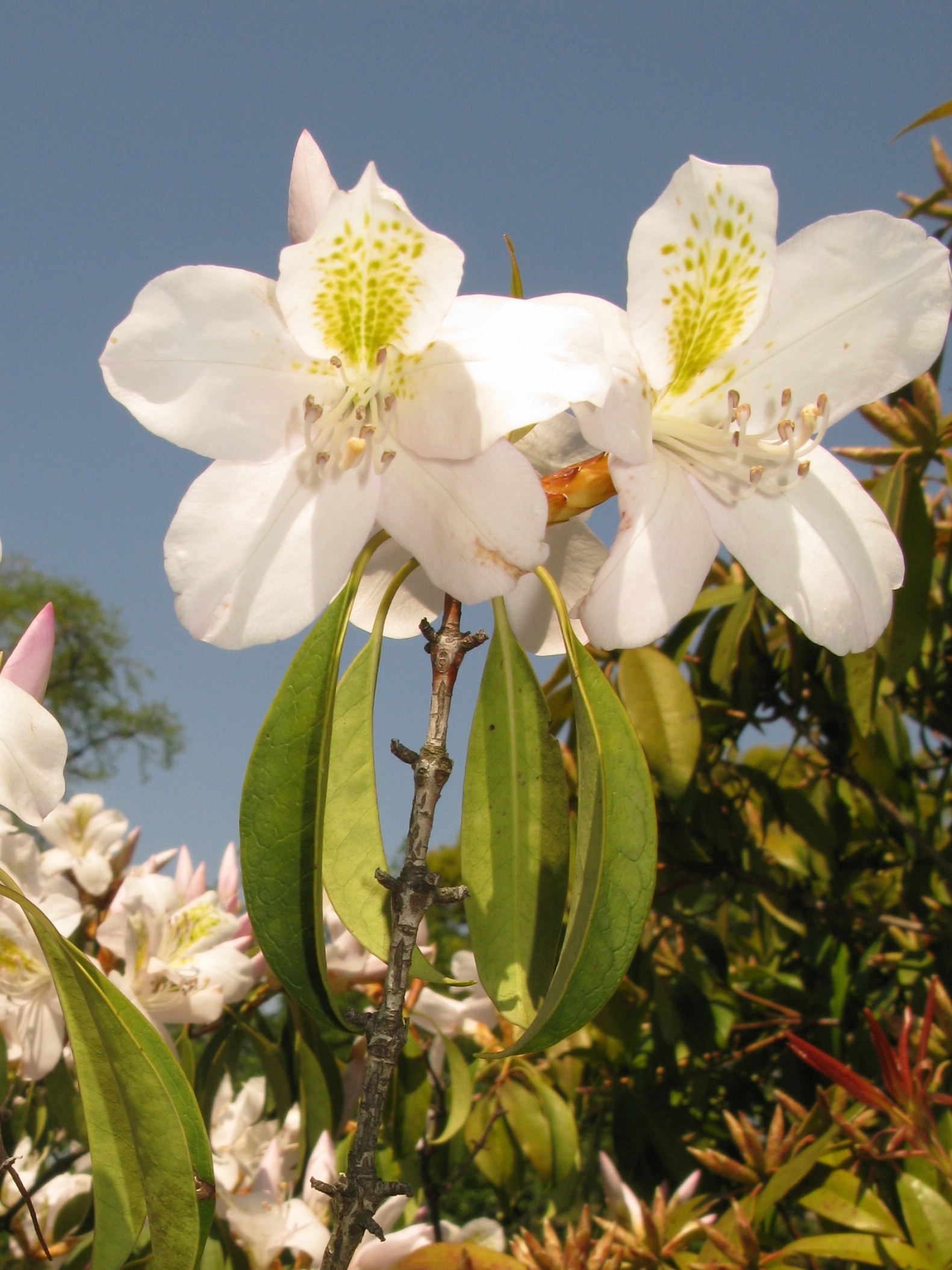
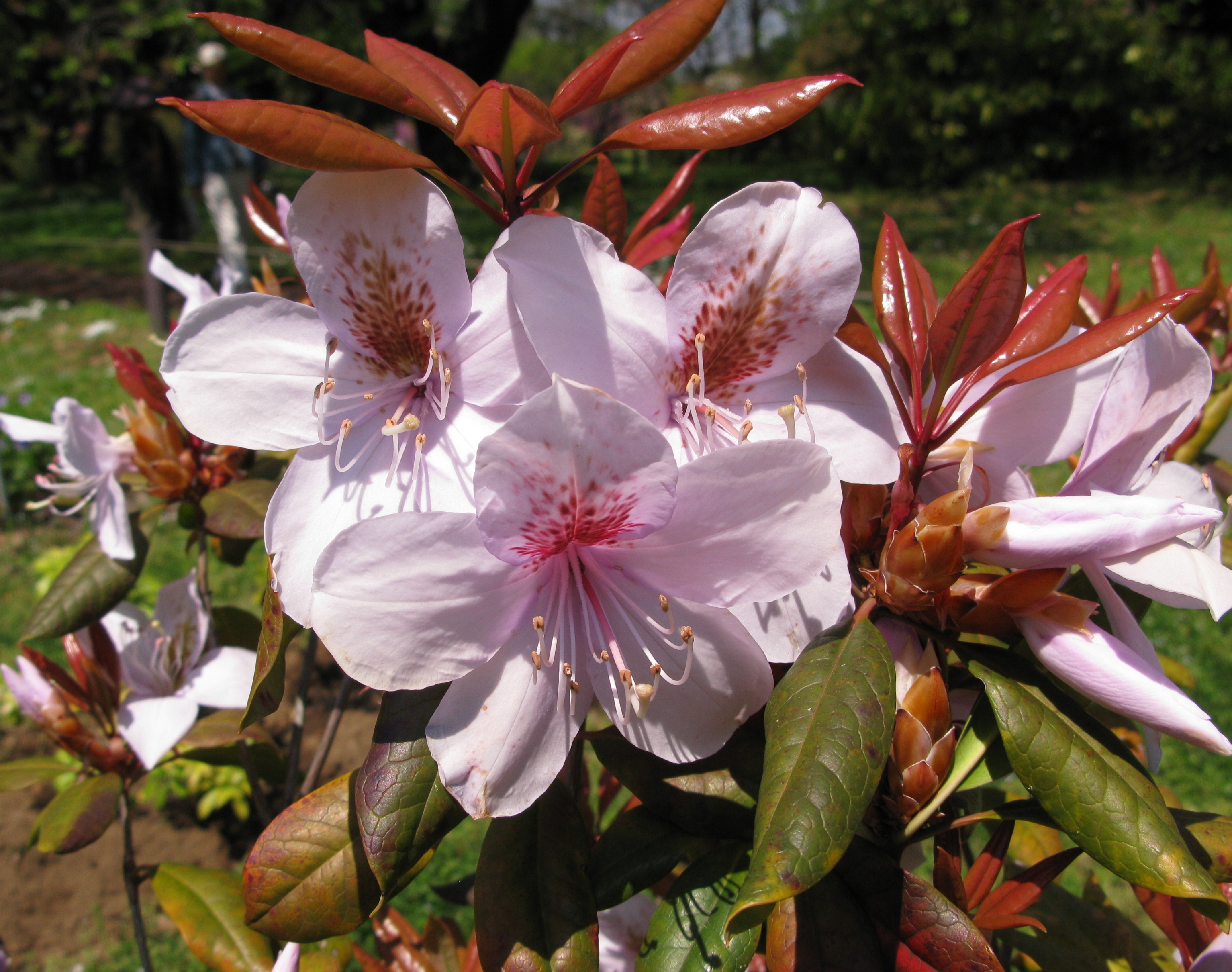